# Warnołęka
Warnołęka (deutsch Wahrlang) ist ein Dorf der Gemeinde Nowe Warpno (Neuwarp) im Powiat Policki (Pölitzer Kreis) der polnischen Woiwodschaft Westpommern.

## Geographische Lage
Warnołęka liegt im ehemaligen östlichen Vorpommern, etwa vier Kilometer östlich der Stadt Nowe Warpno, 23 Kilometer nordwestlich der Stadt Police (Pölitz) und 35 Kilometer nordwestlich von Stettin (Szczecin). Das Dorf liegt an der Wojewodschaftsstraße 114 von Nowe Warpno nach Police.

## Geschichte
Das Dorf Wahrlang gehörte bis 1945 zum Landkreis Ueckermünde im Regierungsbezirk Stettin der Provinz Pommern. Nach dem Zweiten Weltkrieg wurde es zusammen mit dem sogenannten Stettiner Zipfel Vorpommerns Teil Polens. Wahrlang wurde in Warnołęka umbenannt.

## Sehenswürdigkeiten
- die Kirche der Schwarze Madonna von Tschenstochau aus dem 18. Jahrhundert. Bis 1945 war sie evangelisch, am 26. August 1946 wurde sie als katholische Kirche geweiht.[2]

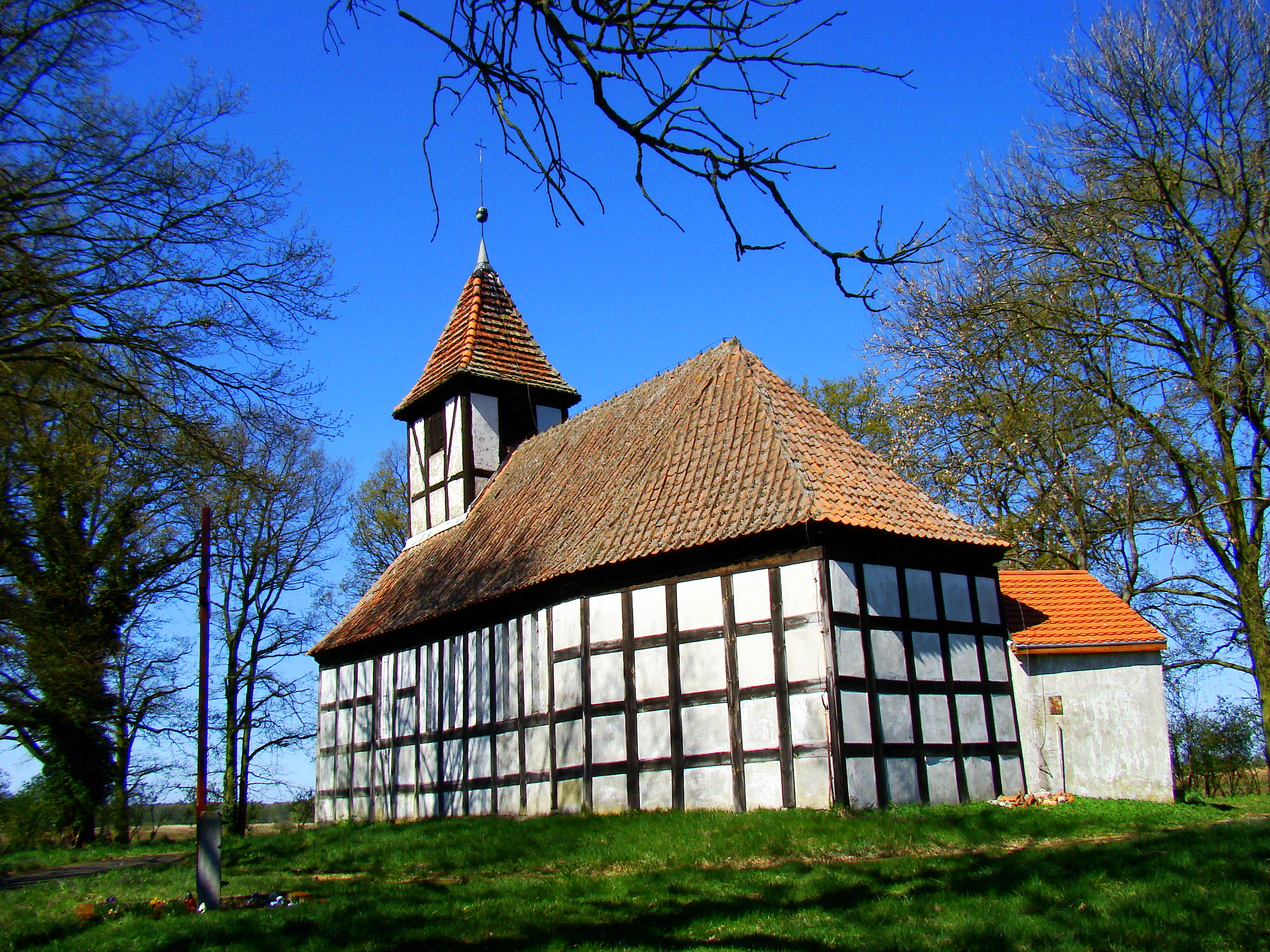
Die Dorfkirche

## Verweise